# Alan Page
Alan Cedric Page (Canton, 7 agosto 1945) è un magistrato ed ex giocatore di football americano statunitense.
Ex stella della National Football League negli anni '70 e membro sia della College Football Hall of Fame che della Pro Football Hall of Fame, Page dopo il suo ritiro dal football è stato giudice della Corte suprema del Minnesota fino alla pensione.

## Carriera nel football americano
Dopo essersi laureato in scienze politiche a Notre Dame, Page fu scelto nel Draft NFL 1967 dai Minnesota Vikings, dove giocò dal 1967 al 1978. A circa metà stagione del 1978, Page passò ai Chicago Bears, con cui giocò fino al 1981 e dove mise a segno 40 dei suoi quasi 150 sack in carriera.

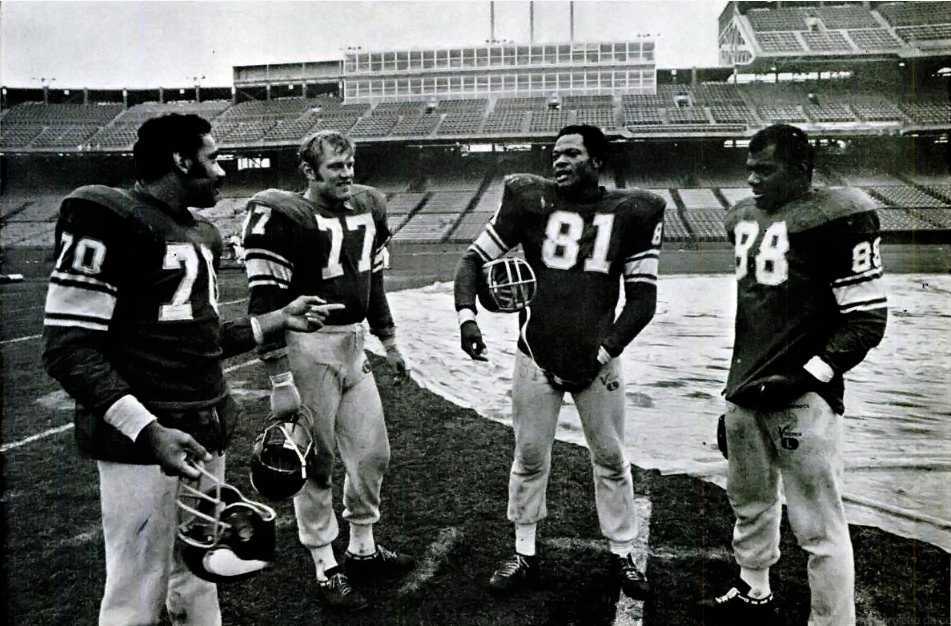
I "Purple People Eaters": da sinistra, Jim Marshall, Gary Larsen, Carl Eller e Page.

Nei suoi 15 anni di carriera come defensive tackle, Page raggiunse quattro volte il Super Bowl coi Vikings, senza riuscire mai a vincerlo. Page fu membro della linea difensiva di Minnesota soprannominata "Purple People Eaters", specializzata nel mettere a segno i propri sack sui quarterback. Page disputò 218 partite consecutive in carriera senza una sola assenza (215 consecutive come titolare), durante le quali recuperò 22 fumble, mise a segno 148,5 sack e segno tre touchdown (due su fumble recuperati e uno sul ritorno da un intercetto). Inoltre Page forzò tre safety, il secondo massimo della storia della NFL. Il suo primato in carriera fu di 18 sack nel 1976 ed è non ufficialmente accreditato di aver disputato 5 stagioni consecutive da oltre 10 sack.
Page fu inserito sei volte nella prima formazione ideale della stagione All-Pro e altre tre nella seconda formazione ideale della stagione. Fu inoltre convocato per 9 Pro Bowl consecutivi.
Nel 1971, Page fu nominato sia Miglior difensore dell'anno della NFL che MVP della NFL. Page fu il primo difensore ad essere nominato miglior giocatore dell'anno nella lega. In seguito solo un altro difensore, Lawrence Taylor, riuscì in questa impresa.

## Carriera legale
Da molto prima di terminare la carriera nel football professionistico, Page stava studiando per quello che sarebbe stato il suo futuro ruolo di giudice della Corte suprema del Minnesota. Mentre giocava coi Vikings, Page frequentò la University of Minnesota Law School, in cui ricevette un dottorato nel 1978. Dopo la laurea lavorò nello studio legale Lindquist and Vennum a Minneapolis dal 1979 al 1984 fra una stagione di football e l'altra. Nel 1985 a Page fu conferito l'incarico di assistente speciale del Procuratore Generale e poco dopo fu promosso assistente del Procuratore Generale.
Nel 1992 Page fu eletto per il posto vacante di Giudice Associato della Corte suprema del Minnesota, il primo afro-americano ad essere stato eletto in quella corte. Fu rieletto nel 1998 (con la maggior quantità di voti nella storia del Minnesota), di nuovo nel 2004 e per un'ultima volta nel 2010: nel Minnesota il limite consentito per la carica è di 70 anni.

## Palmarès

### Franchigia
- Campionato NFL: 1

Minnesota Vikings: 1969
- National Football Conference Championship: 3

Minnesota Vikings: 1973, 1974, 1976

### Individuale
- MVP della NFL: 1

1971
- Miglior difensore dell'anno della NFL: 1

1971
- Convocazioni al Pro Bowl: 9

1969, 1970, 1971, 1972, 1973, 1974, 1975, 1976, 1977
- First-Team All-Pro: 6

1969, 1970, 1971, 1973, 1974, 1975
- Second-Team All-Pro: 3

1968, 1972, 1976
- Difensore dell'anno della NFC: 3

1970, 1971, 1974
- First-team All-Conference: 11

1968, 1969, 1970, 1971, 1972, 1973, 1974, 1975, 1976, 1977, 1980
- Formazione ideale della NFL degli anni 1970
- Pro Football Hall of Fame (Classe del 1988)
- Minnesota Vikings Ring of Honor (Classe del 1998)
- Squadra ideale del 25º anniversario dei Minnesota Vikings
- Squadra ideale del 40º anniversario dei Minnesota Vikings
- I 50 più grandi Vikings
- Numero 88 ritirato dai Vikings
- Formazione ideale del 100º anniversario della NFL